# Quercus argyrotricha
Quercus argyrotricha és una espècie de roure que pertany a la família de les fagàcies i està dins del subgènere Cyclobalanopsis, del gènere Quercus.

## Descripció
Quercus argyrotricha és un arbre perennifoli que creix 10 metres o més d'altura. Les primeres branques tenen un toment marronós, convertint-se en glabres.
Les branques són primes, de color porpra fosc quan s'assequen, lleugerament solcades, subglabres, lenticel·lades, amb lenticel·les grises. El pecíol és prim, 1-1,5 cm. El limbe de les fulles és ovat-el·líptiques a obovades, 6,5-12 x 2-4.5 cm, coriàcies, de color gris groguenc amb pèls estrellats vellutat per sota, de color verd brillant per sobre. La base de les fulles són arrodonides i obliqües, els marges minuciosament denticulades. L'àpex és acuminat, mucronada. La vena central i nervis secundaris planes per sobre, venes secundàries 9-14 en cada costat del nervi central; venes terciàries fosc en ambdues superfícies. Les glans són mucronades, àmpliament ovoides o subgloboses, 0,8-1,5 cm de diàmetre, solitàries, densament peludes, de color groc daurat, sèssils o sobre un curt peduncle. Les glans estan tancades 1/2 en una cúpula de 0,5-0,7 cm de llarg, 1-1,6 cm de diàmetre, 2 mm de gruix, amb 6-7 (-9) anells concèntrics de color groc i peluts. Les glans maduren en 2 anys.

## Distribució i hàbitat
Quercus argyrotricha creix a la província xinesa de Guizhou, als boscos perennifolis de fulla ampla, en vessants de les muntanyes i en les valls, al voltant dels 1600 m.

## Taxonomia
Quercus argyrotricha va ser descrita per Aimée Antoinette Camus i publicat a Bulletin du Muséum d'Histoire Naturelle, sér. 2 3(7): 689. 1931.
Etimologia
Quercus: nom genèric del llatí que designava igualment al roure i a l'alzina.
argyrotricha: epítet grec que significa de "pèls platejats".